# Хорошево (сельское поселение)
Се́льское поселе́ние „Хорошево“ — муниципальное образование в составе Ржевского района Тверской области. На территории поселения находится 38 населенных пунктов.
Центр поселения — деревня Хорошево.
Образовано в 2005 году, включило в себя территории Кокошкинского, Петуновского и Хорошевского сельских округов.

## Географические данные
- Общая площадь: 140,5 км²
- Нахождение: центральная часть Ржевского района
  - Граничит:
    - на севере — с СП Победа
    - на востоке — с городом Ржевом
    - на юге — с СП Есинка
    - на западе — с СП Чертолино

Северной границей является река Волга, южной - железная дорога «Москва — Великие Луки — Рига».

## Население
На 01.01.2008 — 2622 человек.

## Населенные пункты
На территории поселения находятся следующие населённые пункты:
| №  | Тип нп  | Название          | Население (2008 год) |
| -- | ------- | ----------------- | -------------------- |
| 1  | дер.    | Хорошево          | 1027                 |
| 2  | дер.    | Верхний Бор       | 16                   |
| 3  | дер.    | Ковалево          | 49                   |
| 4  | дер.    | Мнякино           | 24                   |
| 5  | дер.    | Муравьёво         | 184                  |
| 6  | ж-д.ст. | Муравьево         | 0                    |
| 7  | дер.    | Пеленичено        | 20                   |
| 8  | дер.    | Пирютино          | 230                  |
| 9  | дер.    | Санталово         | 33                   |
| 10 | дер.    | Сосновка          | 14                   |
| 11 | дер.    | Кокошкино         | 366                  |
| 12 | дер.    | Брехово           | 6                    |
| 13 | дер.    | Бродниково        | 6                    |
| 14 | дер.    | Бургово           | 12                   |
| 15 | дер.    | Волжское-Малахово | 96                   |
| 16 | дер.    | Есемово           | 15                   |
| 17 | дер.    | Жуково            | 16                   |
| 18 | дер.    | Костерево         | 24                   |
| 19 | дер.    | Крутики           | 0                    |
| 20 | дер.    | Рязанцево         | 9                    |
| 21 | дер.    | Соколово          | 1                    |
| 22 | дер.    | Соломино          | 2                    |
| 23 | дер.    | Петуново          | 8                    |
| 24 | дер.    | Абрамово          | 6                    |
| 25 | дер.    | Бурмусово         | 11                   |
| 26 | дер.    | Грешниково        | 20                   |
| 27 | дер.    | Гришино           | 2                    |
| 28 | пос.    | Заволжский        | 246                  |
| 29 | дер.    | Зарубино          | 26                   |
| 30 | дер.    | Знаменское        | 26                   |
| 31 | дер.    | Масленниково      | 0                    |
| 32 | дер.    | Мончорово         | 9                    |
| 33 | дер.    | Мужищево          | 2                    |
| 34 | дер.    | Нечаево           | 1                    |
| 35 | дер.    | Почигаево         | 6                    |
| 36 | дер.    | Редькино          | 5                    |
| 37 | дер.    | Тростино          | 100                  |
| 38 | дер.    | Федотово          | 4                    |

## История
В середине XIX—начале XX века большинство деревень поселения относились к Становской волости Ржевского уезда Тверской губернии.
В 1940-50-е годы на территории поселения существовали Становский, Быковский, Тростинский, Гришинский, Хорошевский и Мурвьевский  сельсоветы Ржевского района Калининской области.

## Известные люди
В деревне Жуково родился Герой Советского Союза Василий Степанович Александровский.

## Воинские захоронения
На территории поселения находятся захоронения солдат Красной армии, погибших во время Ржевской битвы 1942-1943 годов.
Список воинских захоронений на территории сельского поселения Хорошево.
| № захоронения в ВМЦ | Место захоронения | Захоронено всего | Захоронено известных | Захоронено неизвестных |
| ------------------- | ----------------- | ---------------- | -------------------- | ---------------------- |
| 69-498              | Кокошкино, дер.   | 3359             | 2429                 | 930                    |
| 69-509              | Муравьёво, дер.   | 800              | 498                  | 302                    |
| 69-513              | Петуново, дер.    | 2571             | 880                  | 1693                   |